# عاطف شحشوح
عاطف شحشوح (بالفرنسية: Aatif Chahechouhe)‏ لاعب كرة قدم مغربي دولي من مواليد (2 يوليو 1986) بفرنسا، يشغل مركز وسط الميدان ويلعب حاليا لنادي سيفاسبور التركي.
لعب أول مباراة دولية له مع المنتخب المغربي ضد المنتخب الموزمبيقي يوم 23 ماي 2014 .

## روابط خارجية
- عاطف شحشوح على موقع اتحاد تركيا (لاعب) (الإنجليزية)
- عاطف شحشوح على موقع قاعدة بيانات كرة القدم.إي يو (الإنجليزية)
- عاطف شحشوح على موقع ليكيب (الفرنسية)
- عاطف شحشوح على موقع ناشيونال فوتبول تيمز (الإنجليزية)
- عاطف شحشوح على موقع Soccerway.com (الإنجليزية)
- عاطف شحشوح على موقع عالم كرة القدم.نت (الإنجليزية)
- عاطف شحشوح على موقع AS.com (الإسبانية)

- Aatif Chahechouhe career stats at foot-national.com
- Aatif Chahechouhe scores awesome goal for Chernomorets Burgas at youtube.com
- TFF.org profili